# The Ultimate Fighter: Team Nogueira vs. Team Mir Finale
The Ultimate Fighter: Team Nogueira vs. Team Mir Finale (también conocido como The Ultimate Fighter 8 Finale) fue un evento de artes marciales mixtas celebrado por Ultimate Fighting Championship el 13 de diciembre de 2008 en el Palms Casino Resort, en Las Vegas, Nevada.

## Historia
El evento contó con las finales de The Ultimate Fighter: Team Nogueira vs. Team Mir en la categoría de peso ligero y peso semipesado.

## Resultados
1. ↑  Final de Peso Ligero TUF 8.
2. ↑  Final de Peso Semipesado TUF 8.

## Premios extra
Cada peleador recibió un bono de $25,000.
- Pelea de la Noche: Junie Browning vs. Dave Kaplan
- KO de la Noche: Anthony Johnson
- Sumisión de la Noche: Krzysztof Soszynski